# Al-Hajj Umaru
Œuvres principales
Mashra῾u mā’i al-khabar li-wāridin ‘awradaha bi alnaẓari
Al-Hajj Umaru, de son nom de naissance Umaru b. Abī Bakr b. ῾Uthmān et connu sous les noms de Alhaji Umaru, Alḥājj ῾Umar ou Imam Imoru, est né en 1858 à Kano, alors capitale de l'émirat de Kano. Il est mort le 30 juin 1934 à Kete-Krachi dans le Togo allemand (actuel Ghana). Il est un commerçant, un intermédiaire colonial, un érudit musulman, un poète et un écrivain connu pour sa prolifique œuvre littéraire et son rôle dans la popularisation de la culture littéraire et savante haoussa.
Issu d'un milieu lettré, il est formé à la tradition littéraire islamique et au Hafiz et devient un érudit musulman. À la fin des années 1890, alors que réfugié dans la colonie allemande du Togo (actuel Ghana), il vit modestement comme commerçant, il est sollicité par les autorités coloniales, puis par des savants et des linguistiques qui lui offre un position d'intermédiaire. Ces collaborations savantes auront pour résultat la conservation de sa prolifique production littéraire qui se compose d'au moins quarante œuvres poétiques relatives au Sahel, et d'une production en prose composée d'éloges, de récits historiques ou biographiques, de son autobiographie et d'un guide sur la pratique épistolaire à l'usage des fonctionnaires de Kete-Krachi. Son œuvre témoigne des évènements et des figures majeures de son époque marquée par le jihad d'Ousman dan Fodio et le début de la colonisation européenne.
Outre cette activité littéraire, Al-Hajj Umaru a joué un rôle auprès des administrations coloniales allemande puis britannique et a été imam de Kete-Krachi au tout début du XXe siècle, devenant un notable important dans cette région où il venait tout juste de s'installer. Durant cette période, il joue un rôle central dans la diffusion de la langue et de la culture haoussa, notamment en formant deux figures majeures de l'étude de cette langue, Gottlob Adolf Krause entre 1889 et 1895 et Adam Mischlich (de) entre 1900 et 1910. C'est notamment grâce à ce dernier qu'un certain nombre d'écrits de l'érudit haoussa sont connus aujourd'hui. Al-Hajj Umaru finit sa vie comme une figure incontournable de la foi et de l'érudition régionale.

## Biographie

### Le produit d'une tradition haoussa

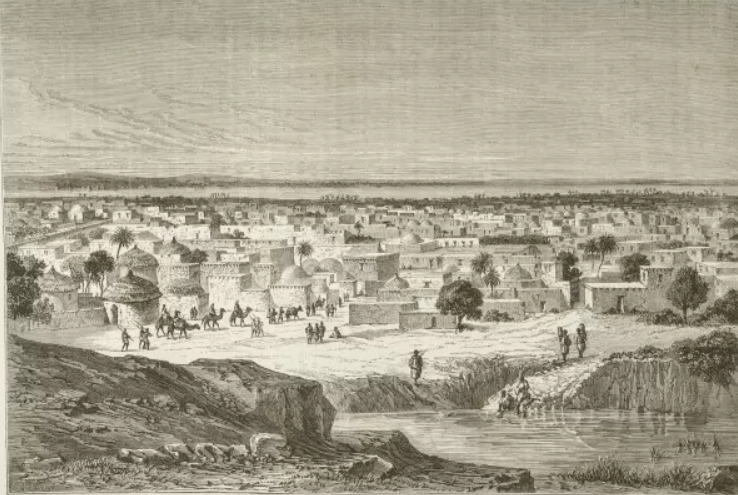
Vue de Kano en 1860, gravure sur bois

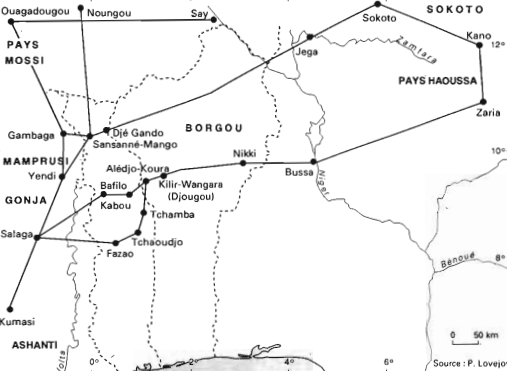
Carte des routes commerciales de la cola au XIXe siècle, P. Lovejoy

Lorsque Umaru ibn  Abī Bakr ibn῾Uthmān Krachi naît à Kano en 1858, la ville de 60 000 habitants est depuis trois ans gouvernée par l'émir Abdullahi dan Dabo (en) et appartient au sultanat de Sokoto. C'est une ville majeure du sultanat, la plus riche et le carrefour commercial le plus important. Réputée pour la vitalité de son industrie manufacturière de cotonnade, de ferronnerie et de cuir, ainsi que pour sa production de maïs, c'est une ville cosmopolite qui attire des courtiers et des marchands de toute l'Afrique de l'Ouest et du Maghreb. Le père d'Al-Hajj Umaru est à la fois un commerçant de cola sur l'axe commercial reliant le Kebbi à Salaga (zone Gonja) et un malam, c'est-à-dire un lettré musulman,,. La famille vit dans un milieu prospère, les relations commerciales entre Kano et Salaga étant à cette époque très fructueuses.
Umaru est envoyé dès l'âge de trois ans auprès de sa grand-mère afin d'y acquérir les premiers rudiments d'éducation traditionnelle haoussa avant d'être inscrit par son père à sept ans dans une école coranique pour commencer son apprentissage religieux. Dans le Sahel central du XIXe siècle, l'éducation religieuse islamique, est appelée tsangaya en haoussa. L'historienne américaine Beverly Mack note que dans les écoles coraniques de la région, les élèves, filles et garçons, sont initiés à l'étude du Coran et des hadiths, au fiqh, à l'histoire, ou encore à la Sîra et obtiennent pour certains un diplôme en vue d'enseigner. Umaru étudie dans une médersa de Kano pendant deux ans le tafsīr, l'interprétation du Coran, puis pendant onze ans les sciences religieuses et l’arabe, développant un goût prononcé pour la poésie arabe et notamment la Qaṣīdah ou hijā’, qui transparaissent très nettement dans son œuvre.

### Une figure intellectuelle majeure

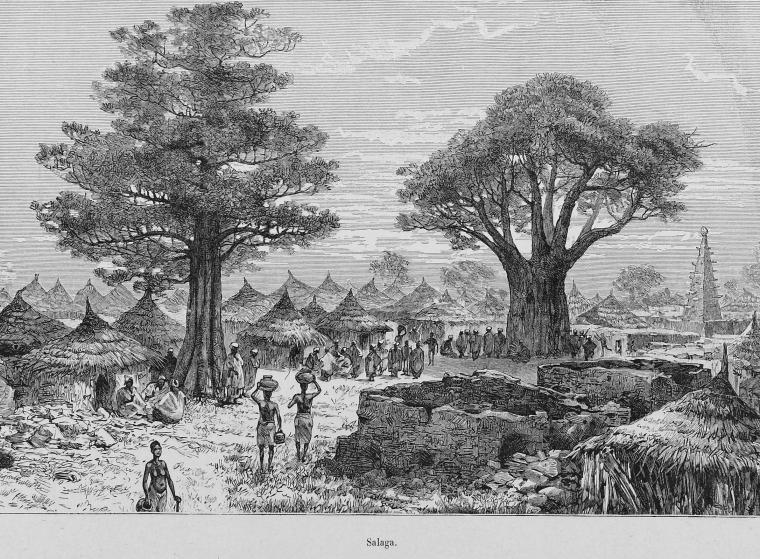
Salaga en 1892

En 1882, alors qu'il a déjà écrit ses premières œuvres littéraires, il s’installe dans la région de Sokoto pour poursuivre ses études auprès de Malam Shaihu, et voyage à travers le Songhai, le Mossi, le Gurunsi et le bassin de la Volta, affinant sa connaissance de ces régions et de leur histoire. De retour à Kano, il assiste à l'intronisation du nouvel émir Muhammad Bello (en). Il continue pendant encore neuf années son instruction entre Sokoto et Gwandu jusqu'à obtenir en 1891 son ‘ijāzah. Dans le même temps, à la suite du décès de son père 1883, il reprend l'activité commerciale familiale en direction de Salaga avant de s'y installer.

En 1892, cette grande ville commerciale est en crise depuis la défaite des Ashantis contre les Britanniques en 1874, qui l’a laissée sans protection. Elle est aussi le théâtre d'un conflit dynastique, le système successoral faisant alterner trois dynasties étant alors mis en péril par l'exclusion du pouvoir depuis plusieurs années d'une de ces trois familles. Ce conflit prend de l'ampleur jusqu'à déclencher une guerre civile au cours de laquelle Umaru prend le parti de l'un des camps, le soutenant par ses prières et ses louanges. La victoire du parti qu'il soutenait offre à Umaru un grand prestige social lui permettant d'établir son école coranique. Son école attire de nombreux étudiants séduits par sa réputation, il forme près de 56 disciples dont 22 quittent Salaga pour s'installer dans de grandes villes.

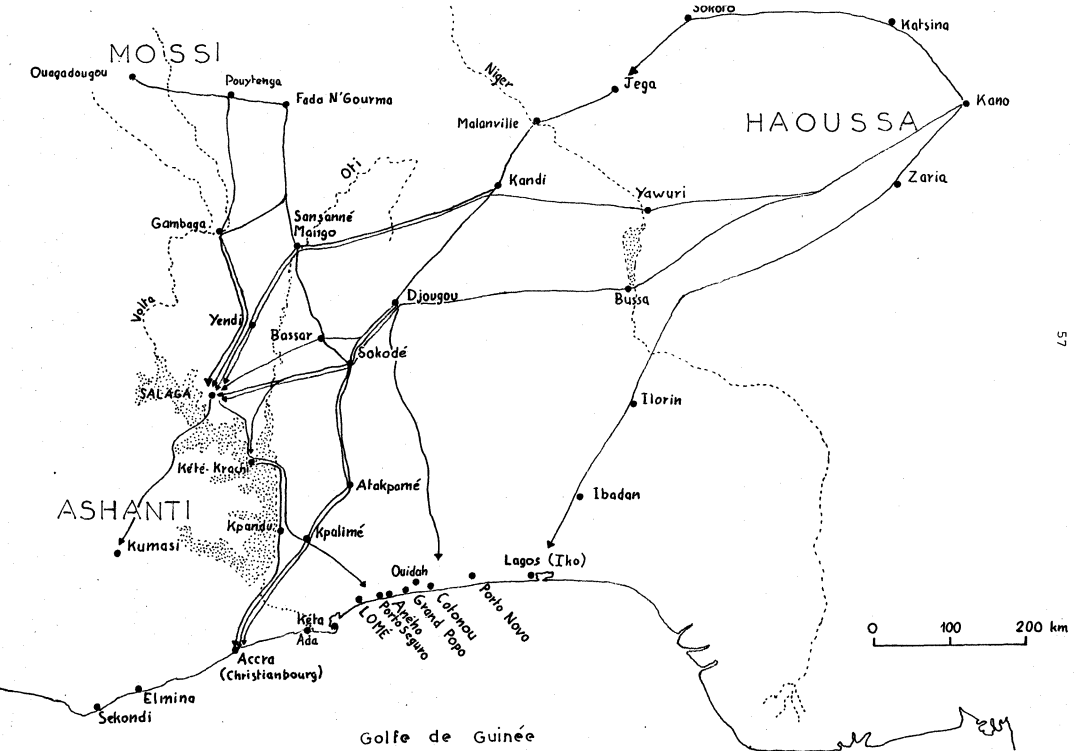
Carte des réseaux commerciaux et des routes du Golfe de Guinée à la fin du XIXe siècle. M. Agier, 1980

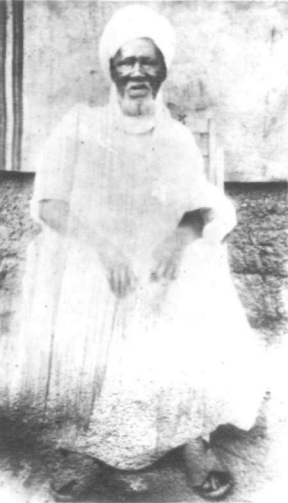
Al Hajj Umaru à la fin de sa vie

En 1896, le chef du poste colonial allemand de Kete Krachi (Ghana actuel), Julius Graf Zech auf Neuhofen (de), se joint au chef déchu pour mener une expédition contre Salaga, brûle la ville et réinvestit ce chef,,. Alhaji Umaru s’installe alors à Kete-Krachi au sud du Ghana, une ville où de très nombreux haoussas sont installés pour le commerce et où la colonisation allemande est fermement implantée depuis 1894. En raison de sa réputation, il est sollicité, grâce à l'un de ses disciples devenu Sarkin Zongo, par les autorités allemandes et des érudits locaux pour remplacer l'imam vieillissant et moins instruit. Il devient l'imam de Kete-Krachi, poste qu'il occupe pendant plus de trois décennies, jusqu'à sa mort.
En 1913, il accomplit le pèlerinage à la Mecque, un voyage qui dure cinq ans jusqu'en 1918 et qui lui donnera le titre de hajj, il est désormais connu sous le nom de Al Hajj Umaru,. Il y rencontre Alfa Hashim (1865-1930-1932), neveu d'Omar Tall et savant majeur de la Tijaniyya résident à la Mecque.

## Un savant haoussa

### Un passeur culturel
Au cous de sa vie, Umaru entretient plusieurs collaborations intellectuelles avec des savants européens. Alors qu’il est à Salaga, il entame une collaboration avec le linguiste Gottlob Adolf Krause qui y réside entre 1889 et 1895, auquel il enseigne le haoussa. Les deux hommes échangent une brève correspondance en ajami haousa, et le savant allemand lui suggère de mettre ses travaux sur papier. L'intelligence et le savoir-faire d'Umaru frappent Krause qui le décrit comme : « A man of acute intelligence and of universal interest in great historical events of his time,,. » À Kete-Krachi vers 1900, Umaru rencontre le missionnaire devenu administrateur colonial allemand Adam Mischlich (de), qui l’aide à être nommé imam et avec lequel il noue une relation intellectuelle qui durera dix ans, de 1900 à 1910.

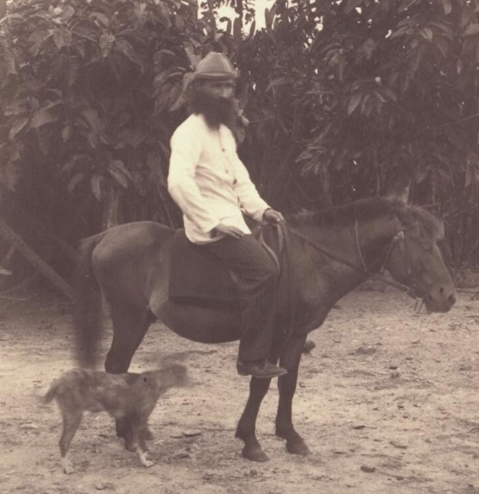
Mischlich au Togo en 1896-1897

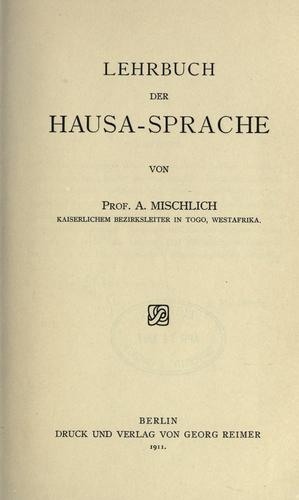
Couverture du dictionnaire haoussa de Mischlich, édition de 1911

Missionnaire protestant formé à la mission de Bâle, Adam Mischlich se rend au Togoland dès 1894, pour servir comme fonctionnaire colonial, mais également afin de réaliser des recherches sur la langue haoussa. La collaboration des deux hommes aboutit à la production par Umaru d'un important corpus littéraire et poétique en arabe et en haoussa écrit en caractères arabes. Mischlich, lui, publie un dictionnaire du haoussa en 1906.
En 1934, au moment du décès d'Umaru, le savant britannique Robert Sutherland Rattray se présente comme son « humble élève ». La notoriété d'Al Hajj Umaru se perpétue après sa mort, au point que plusieurs décennies après son décès, des spécialistes le considèrent toujours comme l'un des savants « les plus importants et intéressants d'Afrique de l'Ouest ».

### L'œuvre de Al Hajj Umaru
Écrivain prolifique, Umaru écrit en arabe et en ajami haoussa, parfois en prose, parfois en vers, sur différents sujets, des problèmes sociaux au commerce en passant par la santé et l’histoire. L'africaniste polonais Stanisław Piłaszewicz (pl) a distingué six types d'écrits produits par Hajj Umaru : les poèmes politiques et historiques, les poèmes religieux, les louanges poétiques, les poèmes de remerciement, les élégies, ainsi que des prototypes et ébauches poétiques inspirées de la tradition arabe médiévale.

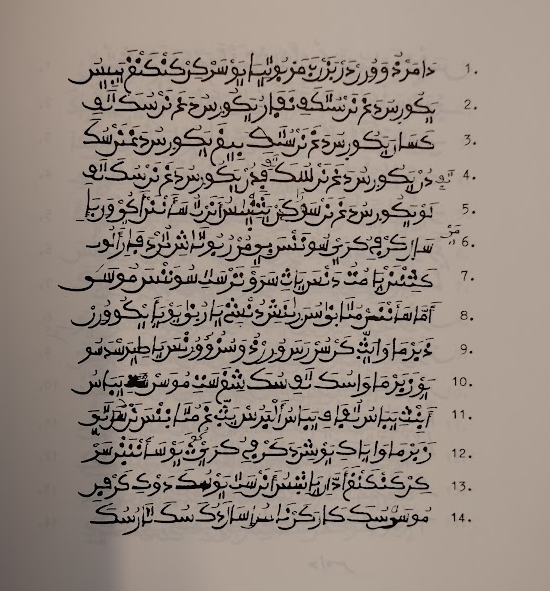
Poème de Hajj Umaru en arabe littéraire

#### Une poésie remarquable
L'analyse des vers d'Umaru, dont un grand nombre de Qasidas, fait transparaitre l'érudition manifeste de leur auteur, issue de l'éducation traditionnelle ouest-africaine, de l'apprentissage de la poésie médiévale islamique de la corne de l'Afrique et de la poésie classique islamique. Son œuvre poétique s'inspire d'images et de procédés empruntés aux grand maîtres de la Jahilliya, comme l'illustre son poème religieux  Mahsra῾u mā’I al-khabar li wāridin ‘awradahu bi al-naẓar composé au début du XXe siècle.

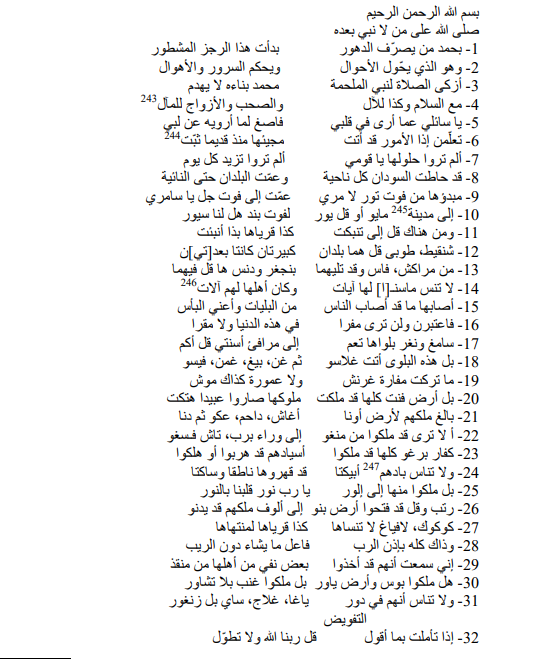
Extrait du poème Mahsra῾u mā’I al-khabar li wāridin ‘awradahu bi al-naẓar (Gibrill 2015)

Dans ces vers, il exprime sa douleur face aux rumeurs et à la trahison dont il a été victime au sein de la communauté de Gambaga, la comparant à celle de Moïse en Égypte. Le recours au style classique de la lamentation et de la figure de  "Mayya", qui n'est autre qu'une subtile référence à une muse régulièrement convoquée par la littérature poétique islamique médiévale, en outre par Dhû I-Rumma du premier siècle de l'hégire, démontre son érudition littéraire. Tout comme lorsqu'il s'inspire pour un quatrain d'une Qasida didactique de Ali Zayn al-Abidin, ou lorsque dans une de ses productions poétiques en ajami, il fait explicitement référence à un traité du poète marocain médiéval Al-Fāzāzī.
Mais les sujets et formes de la poésie de Al Hajj Umaru sont divers, reflétant ce que vit l'auteur. Ainsi la mort prématuré de son fils Labbu à l'âge de 32 ans lui fait composer une nouvelle Rithā (en)' en son hommage dans un arabe littéraire très pur. Dans un autre poème, il exprime son admiration pour la résistance d'Oumar Tall et des habitants du Macina.
La poésie de Al Hajj Umaru montre toute sa maîtrise des codes et des références de la poésie arabe classiques, il sait s'inspirer des formes traditionnelles pour produire une poésie originale reflet du monde dans lequel il évolue.

#### La prose d'un érudit: exposé de l'érudition de Al Hajj Imoru
Si la poésie prédomine dans l'œuvre d'Al Hajj Umaru, la prose, en ajami notamment, tient une place importante dans ses productions écrites qui rassemblent des éloges, des récits historiques et biographiques. On trouve parmi les plus représentatifs son texte Mashra῾u mā’i al-Khabar, probablement écrit à la fin du XIXe siècle, dans lequel il fait le récit de la violente conquête coloniale.
Dans ses écrits en prose, Al Hajj Umaru expose son érudition historique, comme dans son texte Masina rédigé directement en ajami dans lequel il relate le djihad de Sékou Amadou et de son père au début du XIXe siècle qu'il récompense comme transmetteur de la foi :
« In the name of God, the Merciful, the Compassionate. May God bless the One after whom there is not Prophet. A certain man named Moodibbo Ahmadu, it is he who crossed [the river] and waged a fierce Holy War so great that he spread religion in the country of Masina and got possession [of it]. He built a big walled town named Hamdullahi., and he remained in it until his death.... »

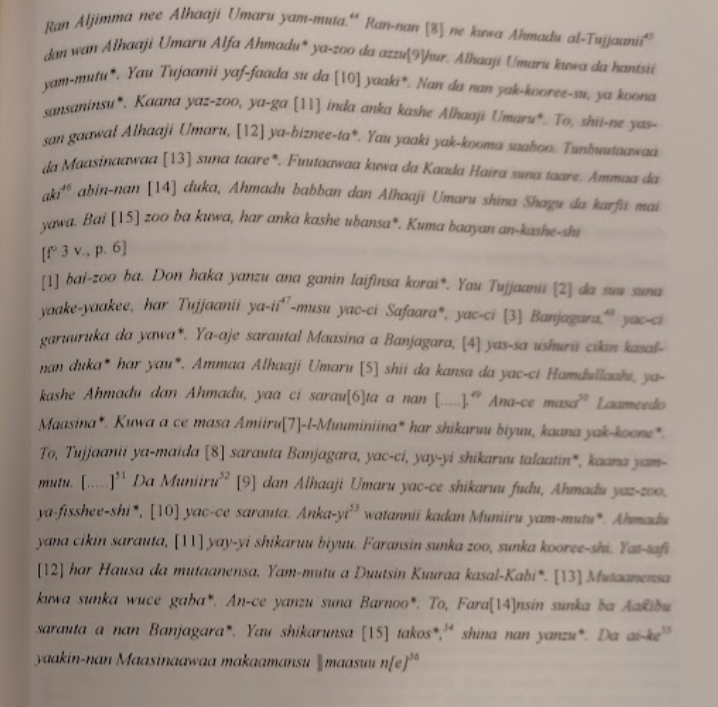
Extrait du texte Macina en ajami, Piłaszewicz 2000

Dans ce texte, il raconte la création de l'Empire du Macina aussi appelé Diina qui s'était écroulé en 1862. La précision de la toponymie et des références illustre l'érudition historique de l'auteur : citant le Bambara, le Boundou, ou encore le Royaume bambara de Ségou disparu en 1861. Il se fait dans ce texte l'historien de l'arrivée de l'Islam dans sa région. Le parcours d'al-Hajj Umaru témoigne de ce qu'était un érudit, un savant et un auteur sahélien du dix-neuvième siècle.

### Sur la vie et l'œuvre de Al Hajj Umaru
- En anglais : (en) Stanislas Piłaszewicz, Hausa Prose Writings in Ajami by Alhaji Umaru from A. Mischlich/H. Sölken's Collection, Dietrich Verlag, 2000.  (ISBN 9783496026945)
- (en) Muhammed Al-Munir Gibrill, A Structural-Functional Analysis of the Poetics of Arabic Qasidah : An Ethnolinguistic Study of three Qasidas on colonial conquest of Africa by Hal-Hajj 'Umar B. Abi Bakr B. 'Uthman Krachi (1858-1934), thèse, Indiana University, 2015. Lire en ligne.
- (en) Douglas Edwin Ferguson, Nineteenth Century Hausaland Being a Description by Imam Imoru of the Land, Economy, and Society of His Peopole, University of California, 1973.

### Sur les évènements contemporains de la vie de Al Hajj Umaru
- En anglais : (en) Abdullahi Mahadi & Abdulahi Mahadi, "The Genesis of Kano's Economic Prosperity In The 19th Century : The Role of The Stat in Economic Development up to 1750", Journal of the Historical Society of Nigeria, vol.12, no 1/2, 1983.  (ISSN 0018-2540), (lire en ligne)
- (en) Samuel Aniegye Ntewesy, "The impact and legacies of German colonalism in Kete Krachi, Noth-Eastern Ghana", ASC Working Paper, no 21, 2015 DOI 10.2307/218371, (lire en ligne)
- (en) Douglas Edwin Ferguson, Nineteenth Century Hausaland Being a Description by Imam Imoru of the Land, Economy, and Society of His Peopole, University of California, 1973.
- (en) Marion Johnson, "The wider background of the Salaga Civil War", Research Review, vol.2, no 2, 1966  (ISSN 0855-4412), (lire en ligne)
- (en) Paul E. Lovejoy, "Polanyi"s "Ports of Trade" : Salaga and Kano in the nineteenth century", Canadian Journal of African Studies, vol.16, no 2, 1982 DOI 10.1080/00083968.1982.10804000, (lire en ligne)

### Sur les Haoussas et la culture littéraire islamique sahélienne
- (fr) Bernard Caron & Ahmed H. Amfani, Dictionnaire français-haoussa suivi d'un index haoussa-français, Karthala, Paris, 1997  (ISBN 978-2-86537-768-8).
- (en) Rev. G.P. Bargery, D. Westermann & A.N. Skinner, A Hausa Enlighs-Dictionnary and English-Hausa Vocabulary, Amadu Bello University Press, Zara, 1993.
- (en) Bevely B. Mack, "Muslim womens scholars in the nineteenth centuries : Morocco to Nigeria", The Meanings of Timbuktu, CODESRIA, Dakar, 2008. (lire en ligne)
- (en) Ahmad Yahya, "Tsangaya : The Traditional Islamic Education System in Hausaland", Journal Pendidikan Islam, vol.4, no 1, 06/2018. DOI 10.15575/jpi.v4i1.2244, (lire en ligne)
- (en) Adday Hernandez Lopez, "Trace of the Medieval Islamic West in Modern East Africa : Andalusi and Maghribi Works in the Horn of Africa", in. Maribel Fierro & Mayte Penelas, The Maghrib in the Mashriq : Knowledges, Travel and Identity, De Gruyter, 2021  (ISBN 978-3-11-071269-8), lire en ligne)
- (en) Michael Sells, "Dhu Al-Rumm's to the two abodes  of Mayya", Spring & Autumn", vol.15, no 1/2, 1982. (lire en ligne)